# Lijst van nummer 1-hits in Oostenrijk in 2009
Deze hits stonden in 2009 op nummer 1 in de Ö3 Austria Top 40, de bekendste hitlijst in Oostenrijk.
| Datum        | Artiest                         | Titel                      |
| ------------ | ------------------------------- | -------------------------- |
| 7 januari    | Katy Perry                      | Hot n cold                 |
| 14 januari   | Katy Perry                      | Hot n cold                 |
| 21 januari   | Katy Perry                      | Hot n cold                 |
| 28 januari   | Leona Lewis                     | Run                        |
| 4 februari   | Leona Lewis                     | Run                        |
| 11 februari  | Leona Lewis                     | Run                        |
| 18 februari  | Oliver                          | Blown away                 |
| 25 februari  | Mando Diao                      | Dance with somebody        |
| 4 maart      | Lady Gaga                       | Poker face                 |
| 11 maart     | Lady Gaga                       | Poker face                 |
| 18 maart     | Lady Gaga                       | Poker face                 |
| 25 maart     | Lady Gaga                       | Poker face                 |
| 1 april      | Lady Gaga                       | Poker face                 |
| 8 april      | Lady Gaga                       | Poker face                 |
| 15 april     | Lady Gaga                       | Poker face                 |
| 22 april     | Lady Gaga                       | Poker face                 |
| 29 april     | Lady Gaga                       | Poker face                 |
| 6 mei        | Lady Gaga                       | Poker face                 |
| 13 mei       | Lady Gaga                       | Poker face                 |
| 20 mei       | Lady Gaga                       | Poker face                 |
| 27 mei       | Daniel Schuhmacher              | Anything but love          |
| 3 juni       | Laura Pausini feat. James Blunt | Primavera in anticipo      |
| 10 juni      | Laura Pausini feat. James Blunt | Primavera in anticipo      |
| 17 juni      | Laura Pausini feat. James Blunt | Primavera in anticipo      |
| 24 juni      | Laura Pausini feat. James Blunt | Primavera in anticipo      |
| 1 juli       | Emilíana Torrini                | Jungle drum                |
| 8 juli       | Emilíana Torrini                | Jungle drum                |
| 15 juli      | Emilíana Torrini                | Jungle drum                |
| 22 juli      | Emilíana Torrini                | Jungle drum                |
| 29 juli      | Emilíana Torrini                | Jungle drum                |
| 5 augustus   | Emilíana Torrini                | Jungle drum                |
| 12 augustus  | Emilíana Torrini                | Jungle drum                |
| 19 augustus  | The Black Eyed Peas             | I gotta feeling            |
| 26 augustus  | Marit Larsen                    | If a song could get me you |
| 2 september  | The Black Eyed Peas             | I gotta feeling            |
| 9 september  | Marit Larsen                    | If a song could get me you |
| 16 september | Marit Larsen                    | If a song could get me you |
| 23 september | Marit Larsen                    | If a song could get me you |
| 30 september | David Guetta & Akon             | Sexy bitch                 |
| 7 oktober    | David Guetta & Akon             | Sexy bitch                 |
| 14 oktober   | David Guetta & Akon             | Sexy bitch                 |
| 21 oktober   | Robbie Williams                 | Bodies                     |
| 28 oktober   | Robbie Williams                 | Bodies                     |
| 4 november   | Robbie Williams                 | Bodies                     |
| 11 november  | Robbie Williams                 | Bodies                     |
| 18 november  | Robbie Williams                 | Bodies                     |
| 25 november  | Lady Gaga                       | Bad romance                |
| 2 december   | Lady Gaga                       | Bad romance                |
| 9 december   | Lady Gaga                       | Bad romance                |
| 16 december  | Lady Gaga                       | Bad romance                |
| 23 december  | Lady Gaga                       | Bad romance                |
| 30 december  | Lady Gaga                       | Bad romance                |